# Carlos Hoyos
Carlos Mario Hoyos Jaramillo (28 febbraio 1962) è un allenatore di calcio ed ex calciatore colombiano, di ruolo difensore.

## Carriera

### Club
Ha giocato prevalentemente per il Deportivo Cali, trasferendosi nel 1989 all'Atlético Junior e terminando la carriera nel 1992 al Deportes Quindío.

### Nazionale
Ha partecipato a tre edizioni della Copa América e al campionato del mondo 1990 con la maglia della nazionale di calcio della Colombia.